# Gaio Valerio Potito Voluso
Gaio Valerio Potito Voluso (Roma, ... – ...; fl. V secolo a.C.) è stato un politico e militare romano del V secolo a.C..

## Carriera

### Primo tribunato consolare
Nel 415 a.C. fu eletto tribuno consolare con Numerio Fabio Vibulano, Publio Cornelio Cosso e Quinto Quinzio Cincinnato.
In quell'anno i Bolani attaccarono i coloni romani di Labico, inviati l'anno prima, sperando nell'appoggio degli Equi, che però non intervennero. Furono facilmente sconfitti dai romani.
(Tito Livio, "Ab Urbe Condita", IV, 4, 49.)

### Consolato
Fu console nel 410 a.C. con Manio Emilio Mamercino.
In quell'anno Valerio condusse una campagna contro i Volsci ed Equi, con i quali si contendevano Carvento, città della lega latina. La riconquistarono per un breve periodo ma ricadde in mano degli Equi, ed i consoli dell'anno successivo, Gneo Cornelio Cosso e Lucio Furio Medullino, non furono in grado di riprenderla.

### Secondo tribunato consolare
Nel 407 a.C. fu eletto tribuno consolare con Lucio Furio Medullino, già console due volte, Numerio Fabio Vibulano e Gaio Servilio Strutto Ahala, entrambi al loro secondo tribunato consolare.
Scaduta la tregua con Veio Roma inviò una delegazione per ottenere soddisfazione per i torti subiti.
(Tito Livio, "Ab Urbe Condita", IV, 4, 58)
I Romani però, a causa della mancata tempestività nelle decisioni, persero la guarnigione di Verrugine, che fu massacrata dai Volsci e dagli Equi. L'esercito inviato per dare aiuto al presidio, arrivato a massacro avvenuto, non poté far altro che vendicare la guarnigione, massacrando i nemici, sorpresi mentre erano intenti a far bottino.

### Terzo tribunato consolare
Nel 404 a.C. fu eletto tribuno consolare per la terza volta con Gneo Cornelio Cosso, Manio Sergio Fidenate, Cesone Fabio Ambusto, Publio Cornelio Maluginense e Spurio Nauzio Rutilo.
Roma, mentre continuava l'assedio di Veio iniziato l'anno prima, rivolse la propria attenzione ai Volsci, che furono sconfitti in una battaglia campale tra Ferentino ed Ecetra. I romani poi riuscirono a conquistare la città volsca di Artena, grazie al tradimento di uno schiavo, che indicò ai soldati un passaggio per arrivare alla rocca, dove si erano asserragliati i difensori.